# Жаган
Жа̀ган (на полски: Żagań; на немски: Sagan; на чешки: Zaháň; на латински: Saganum) е град в Западна Полша, Любушко войводство. Административен център е на Жагански окръг, както и на Жаганската селска община, без да е част от нея. Самият град е обособен в самостоятелна община с площ 39,92 км2.

## География
Градът се намира в историческата област Долна Силезия. Разположен е край реките Бобър и Велка Черна на 35 км източно от границата с Германия.

## История
През XVII век градът е център на владенията на Албрехт фон Валенщайн, един от известните военачалници през Тридесетгодишната война.

## Население
Населението на града възлиза на 26 148 души (2017 г.). Гъстотата е 655 души/км2.
Демография
- 1618 – ок. 4000 души
- 1756 – 2860 души
- 1786 – 3531 души
- 1804 – 4647 души
- 1910 – 15 400 души
- 1939 – 22 343 души
- 1945 – 300 – 1776 души
- 1950 – 10 340 души
- 1960 – 18 100 души
- 1972 – 22 000 души
- 1980 – 24 271 души
- 1993 – 28 162 души
- 2000 – 27 774 души
- 2008 – 26 509 души
- 2017 – 26 148 души

## Личности
В Жаган е роден германският ботаник Адолф Енглер (1844 – 1930).

## Фотогалерия
- Църква „Св. Дух“
- Площад „Словянски“
- Дворецът на Жаганските князе
- Железопътната гара
- Улица „Варшавска“
- Районен съд
- Църква „Св. Кръст“